# Ene mod alle
Ene mod alle er en amerikansk stumfilm fra 1920 af Lynn Reynolds.

## Medvirkende
- Tom Mix som Tex Benton
- Gloria Hope som Alice Marcum
- Robert Walker som Winthrop Endicott
- Charles K. French
- Sid Jordan som Jack Purdy
- Pat Chrisman som Bat